# Carlos, Duce de Madrid
Infantele Carlos, Duce de Madrid (n. 30 martie 1848, Ljubljana, Slovenia – d. 18 iulie 1909, Varese, Lombardia, Regatul Italiei) a fost membru senior al Casei de Bourbon din 1887 până la decesul său. A fost pretendent carlist la tronul Spaniei sub numele de Carlos al VII-lea din 1868 (abdicarea spaniolă a tatălui său) și pretendent legitimist la tronul Franței sub numele de Carol al XI-lea după decesul tatălui său în 1887.

## Biografie

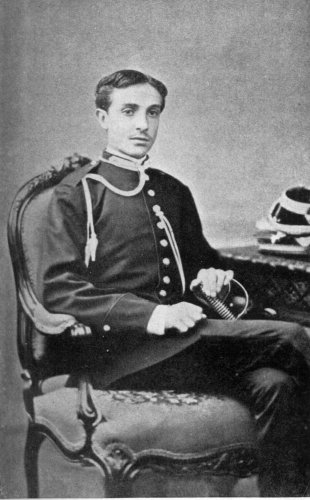
Don Carlos de Borbón

Carlos s-a născut la Ljubljana, capitala Carniolei (astăzi în Slovenia) ca fiul cel mare al lui Juan, Conte de Montizón și a soției sale, Maria Beatrix de Austria-Este. A locuit cu familia o perioadă scurtă la Londra unde s-a născut fratele lui mai mic, Alfonso. După ce tatăl lor, considerat prea liberal pentru gusturile carliste, a părăsit-o pe mama lor, băieții au locuit la Modena cu mama lor. Fratele ei, Ducele Francisc al V-lea de Modena, a fost în mare măsură responsabil pentru educația băieților. Carlos a fost cunoscut pentru punctele sale de vedere tradiționiste, cu mult diferite de cele ale tatălui său.
La 4 februarie 1867, la Schloss Frohsdorf, Austria, Carlos s-a căsătorit cu Prințesa Margherita de Bourbon-Parma, fiica cea mare a lui Carol al III-lea, Duce de Parma și a Prințesei Luisa Maria Tereza de Bourbon-Artois.
Carlos și Margherita au avut cinci copii:
- Infanta Blanca a Spaniei (1868–1949) căsătorită în 1889 cu Arhiducele Leopold Salvator, Prinț de Toscana; au avut copii
- Jaime, Duce de Madrid (1870–1931)
- Infanta Elvira a Spaniei (1871–1929) a murit necăsătorită însă cu copii.
- Infanta Beatriz a Spaniei căsătorită în 1892 la Veneția cu Fabrizio Massimo, Principe di Roviano
- Infanta Alicia a Spaniei (1876–1975) căsătorită prima dată la Veneția în 1897 cu Friedrich, Prinț von Schönburg-Waldenburg; au avut copii, au divorțat în 1903; căsătorită a doua oară în 1906 la Viareggio cu Lino del Prete; au avut copii.

Carlos a organizat și a condus al treilea război carlist. Între 1872 și 1876 a condus o mare parte din Spania peninsulară.
În ianuarie 1893 soția lui Carlos, Margarita, a murit. Anul următor a decis să se recăsătorească. A consultat-o pe mama sa care i-a sugerat pe Prințesa  Theresia de Liechtenstein (fiica Prințului Alfred de Liechtenstein) și Berthe de Rohan (fiica lui Arthur de Rohan). După ce s-a întâlnit cu amândouă, Carlos s-a decis pentru cea din urmă și a cerut-o în căsătorie.
La 28 aprilie 1894, Carlos și Berthe s-au căsătorit la Praga. Berthe a avut o personalitate dominantă, ceea ce a făcut-o foarte nepopulară printre carliști. "Toți scriitorii sunt de acord că această a doua căsătorie a fost dezastruoasă, nu numai pentru familia lui Don Carlos și pentru [Carlos] însuși ci și pentru partid [carlist]." 
Carlos a murit la Varese în 1909. A fost înmormântat la catedrala San Giusto din Trieste. Fiul său Jaime i-a succedat ca pretendent la tronurile Spaniei și Franței.